# Sindrome di Rieger
La sindrome di Rieger è una malattia genetica a trasmissione autosomica dominante caratterizzata da anomalie facciali multiple.

## Clinica
Fra i sintomi e i segni clinici si riscontrano oltre alla stenosi dell'ano e distrofia miotonica:
- Occhi: ipoplasia dell'iride, aderenze irido-corneali, anomalie del cristallino, evoluzione in glaucoma;
- Faccia: ipoplasia del mascellare
- Cavo Orale: agenesia dentaria, ipoplasia dello smalto.